# 麥偉明
麥偉明（英語：Mak Wai-ming），香港政治人物，現任香港深水埗區議會寶麗選區議員，前民協成員。

## 政治生涯
2011年和2015年麥偉明曾經參選南昌中選區，但兩次皆不敵劉佩玉。
2019年11月24日，麥偉明第三度參與區議會選舉，這次則在寶麗選區參選，繼承梁有方的席位。結果以3,517票，以逾千票優勢，大勝僅得1,860票的經民聯譚振宇，和僅得122票的符偉樂，成功當選。

## 軼事
麥偉明的妻子吳美也是深水埗區議員。